# Danilo Veiga
Pour les articles homonymes, voir Veiga.
Danilo Veiga, né le 25 septembre 2002 à Gondomar au Portugal, est un footballeur portugais qui joue au poste d'arrière droit à l'US Lecce.

## Biographie

### En club
Né à Gondomar au Portugal, Danilo Veiga est formé par le FC Porto, il termine sa formation au FC Paços de Ferreira et joue ensuite pour le FC Felgueiras. Le 4 avril 2019, il rejoint le Gil Vicente FC. Le transfert est annoncé le 25 mai 2022.
C'est avec ce club qu'il découvre la première division portugaise, jouant son premier match dans cette compétition le 8 août 2022 face au FC Paços de Ferreira. Il est titularisé et son équipe l'emporte par un but à zéro.
Le 18 janvier 2023, Danilo Veiga rejoint la Croatie en signant avec le HNK Rijeka pour un contrat de deux ans et demi, avec une année supplémentaire en option,.
Le 28 janvier 2025, Danilo Veiga prend la direction de l'Italie afin de s'engager en faveur de l'US Lecce. Il signe un contrat courant jusqu'en juin 2027 avec deux années supplémentaires en option.

### En sélection
Danilo Veiga joue son premier match avec l'équipe du Portugal espoirs le 15 novembre 2024 lors d'un match amical contre l'Ukraine. Il entre en jeu à la place de Rodrigo Gomes et les deux équipes se neutralisent (3-3 score final).